# Tema artístic
Els gèneres artístics són especialitzacions temàtiques amb les que se subdivideixen les diverses manifestacions artístiques.
Són aquells temes que esdevenen el nucli i objecte de preocupació lligats a les seves respectives èpoques. La seva sistematització prové d'una perillosa temptativa de descripció dels gèneres i temes recurrents dins de la pintura, o l'escultura així com totes les altres arts "visuals" que estan directament interrelacionades entre elles.
També són coneguts amb el nom de gèneres cadascuna de les diferents categories o classes en què es poden ordenar i classificar les obres segons trets comuns tant pel que fa a la forma con en el contingut.

## Gèneres artístics
Un gènere artístic és una especialització temàtica en què se solen dividir les diverses arts. Antigament es denominava "pintors de gènere" als que s'ocupaven d'un sol tema: retrats, paisatges, pintures de flors, animals, etc. El terme tenia un cert sentit pejoratiu, ja que semblava que l'artista que tractava només focalitzava les seves obres en un sol assumpte, no valia per a altres. Aquest es contraposava amb el denominat "pintor d'història", qui en una única composició englobava diversos elements (paisatge, arquitectura, figures humanes).
Al segle xviii, el terme es va aplicar al pintor que representava escenes de la vida quotidiana, així doncs en oposició novament amb el pintor d'història, que tractava temes històrics, mitològics, etc. En canvi, al segle xix, quan la pintura d'història adquireix una posició privilegiada i predominant, es va atorgar la mateixa categoria tant per exemple la història com al paisatge, el retrat, etc. Aleshores, la pintura de gènere va passar a esdevenir aquella que no tractava les principals classes estipulades: història, retrat, paisatge i natura morta. Així, un pintor de gènere era el que no tractava cap gènere pròpiament definit. Finalment, un cop s'elimina qualsevol jerarquia quant a la representació artística, es considera pintura de gènere qualsevol obra que representi escenes de la vida quotidiana, temes anecdòtics. Ara bé, encara es parla de gèneres artístics per designar els diversos temes que han estat recurrents en la Història de l'art (paisatge, retrat, nu, bodegó). A continuació, una síntesi entre els diversos conceptes, pel que fa a les representacions artístiques:
- Gèneres pictòrics: se solen classificar quant al seu contingut temàtic: retrat i autoretrat, nu, bodegó i vanitats, paisatge i marina, pintura de mitologia, pintura d'història, pintura religiosa, pintura de gènere, etc.
- Gèneres literaris: els gèneres literaris són els diferents grups o categories en què podem classificar les obres literàries atenent al seu contingut. La retòrica clàssica els ha classificat en tres grups importants: líric, èpic i dramàtic. A aquests alguns solen afegir el didàctic (oratòria, assaig, biografia, crònica).
- Gèneres musicals: es basen en criteris com el ritme, la instrumentació, les característiques harmòniques o melòdiques o l'estructura. La música clàssica, acadèmica o música culta és un dels tres grans gèneres en què es pot dividir la música en general, juntament amb la música popular i la música tradicional o folklòrica.
- Gèneres cinematogràfics: primer es van classificar en dos grans grups: comèdia i tragèdia, més tard, es van anar diversificant: cinema d'acció, thriller, cinema bèl·lic, de ciència-ficció, cinema d'aventures, western, d'arts marcials, cinema fantàstic, cinema de terror, de catàstrofes, cinema èpic, cinema històric, cinema musical, cinema policíac, cinema negre, Cinema gore, eròtic, cinema d'animació, cinema documental, cinema experimental, Sèrie B, etc.
- En arquitectura, en comptes de gèneres es parla de tipologies, que depenen de la configuració global, la tècnica, la construcció i la decoració. Tenim així tipologies com arquitectura religiosa, arquitectura civil, arquitectura militar, etc.

| Gèneres artístics.                                | Gèneres artístics.                                                              | Gèneres artístics.                                    | Gèneres artístics.                                     |
| ------------------------------------------------- | ------------------------------------------------------------------------------- | ----------------------------------------------------- | ------------------------------------------------------ |
| La Gioconda                                       | Port amb l'embarcament de la Reina de Saba                                      | Venus del mirall                                      | Bodegó amb cebes                                       |
| Retrat: La Gioconda (1503), de Leonardo da Vinci. | Paisatge: Port amb l'embarcament de la Reina de Saba (1648), de Claude Lorrain. | Nu: Venus del mirall (1647-1651), de Diego Velázquez. | Bodegó: Bodegó amb cebes (1895-1900), de Paul Cézanne. |

## Alguns temes clàssics

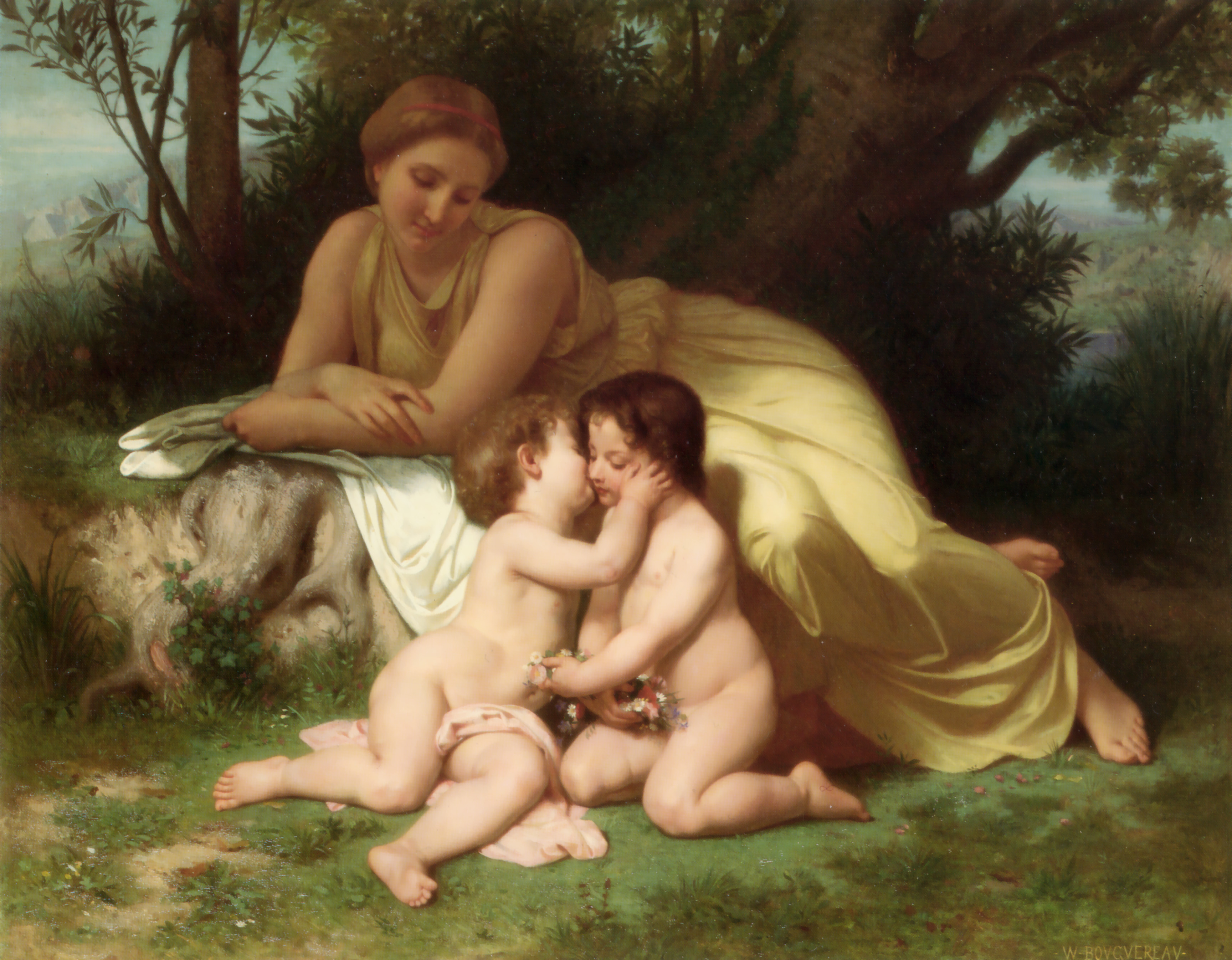
La pintura profana dels idil·lis es va desenvolupar al, dins el rococó (aquí, Bouguereau).

- Nu
- La mitologia
- La pintura d'història
- El retrat i l'autoretrat
- El bodegó i les vanitats
- El paisatge i la pintura marina
- L'escena de gènere
- La pintura religiosa

## Alguns temes moderns
- El paisatge
- El retrat i l'autoretrat
- El bodegó
- L'escena de gènere

## El mecenatge
Els mecenes, finançant les Arts, demanen als artistes que representin la seva persona dins d'icones divins. Això justifica la seva ocupació temporal sobre la terra i els serveix per al benestar espiritual dels seus ànimes.
- L'Apoteosi (deïficació)
- L'al·legoria (evocació)

## Jerarquia
En el camp de la pintura, existeix l'anomenada «jerarquia dels gèneres» associada amb l'Académie française qui tingué un paper central en l'art acadèmic. Aquests gèneres, d'acord amb l'ordre jeràrquic establert, eren:
- Pintura d'història
- Treballs de gènere
- Retrat
- Paisatge
- Bodegó

Aquestes categories van tenir un paper important entre el segle xvii i l'era moderna, quan els pintors i els crítics van començar a rebel·lar-se contra la infinitud de regles establertes per l'Académie française, tal com s'aprecia amb la preferència de l'Académie per la pintura d'història.